# Nello Iacchini
Nello Iacchini (Saltara, 7 ottobre 1919 – Pesaro, 25 ottobre 1977) è stato un partigiano italiano, distintosi, assieme ad altri due garibaldini, per aver salvato la vita al primo ministro britannico Winston Churchill e al generale Harold Alexander.

## Carriera
Durante la seconda guerra mondiale Nello Iacchini fu arruolato nel 3º Reggimento artiglieria d'armata "Reggio Emilia" e inviato sulle Alpi friulane. Nel 1944 aderisce alla Resistenza entrando a far parte delle formazioni partigiane comuniste della Brigata Garibaldi "Bruno Lugli" operante in provincia di Pesaro e Urbino e nominato membro del CLN. Il 26 agosto del 1944 salvò la vita al primo ministro britannico Winston Churchill e al generale George Alexander, comandante in capo delle Forze Alleate in Italia. Churchill era arrivato in Italia per supervisionare l'avvio dell'operazione Olive, l'attacco dell’Ottava Armata alla Linea Gotica allestita dai tedeschi, e stava dirigendosi da Montemaggiore al Metauro (luogo di inizio dell'operazione, perché da quell'altura si poteva scrutare l'intera vallata e dunque le postazioni nemiche) verso la valle del Foglia, accompagnato dal generale.
Poco prima del loro passaggio lungo la strada principale, subito dopo l'abitato di Saltara (all'incrocio con la via che oggi conduce al Museo astronomico del Balì), Nello Iacchini individuò un militare tedesco isolato, armato di mortaio e appostato ai margini di essa e lo disarmò, catturandolo e consegnandolo di lì a poco agli ufficiali canadesi al seguito del primo ministro britannico. Per il suo gesto coraggioso, che scongiurò conseguenze molto gravi che avrebbero potuto cambiare la storia della seconda guerra mondiale, il partigiano italiano fu insignito pochi giorni dopo del “Certificato al Patriota” (noto anche come "Brevetto Alexander").
Il fatto, ricostruito decenni dopo sulla base di un carteggio del dicembre 1974 tra Nello Iacchini e l'onorevole Arrigo Boldrini (a lungo presidente dell'ANPI), dei documenti (foto, reperti e testimonianze) contenuti nel Museo Storico del Fiume Metauro W. Churchill di Montemaggiore al Metauro e ad alcuni riferimenti contenuti nel Diario di Guerra di Winston Churchill (25 agosto 1944), è stato reso noto a livello mondiale dal Times di Londra, che il 23 agosto 2004 ha dedicato una pagina alla vicenda, e successivamente da numerosi organi di stampa italiani e di altri paesi. Tuttavia esso era già stato riferito nel dicembre 2001 dall'edizione pesarese del quotidiano Il Messaggero. Il 24 settembre del 2005 il Comune di Saltara ha inaugurato un parco pubblico intitolato a Nello Iacchini. Il 2 novembre del 2006, su sollecitazione della Presidenza della Repubblica, lo stesso Comune di Saltara ha inoltrato richiesta di riconoscimento al valor civile per il partigiano pesarese.

## Pagine di diario
(Dal diario di Nello Iacchini)

## Galleria d'immagini
Il primo ministro Winston Churchill (centro), discute la situazione della battaglia con il comandante dell'8ª Armata, tenente generale Oliver Leese (sx) e il comandante supremo alleato nel Mediterraneo, generale Harold Alexander (dx), presso il quartier generale del generale Leese a Montemaggiore.

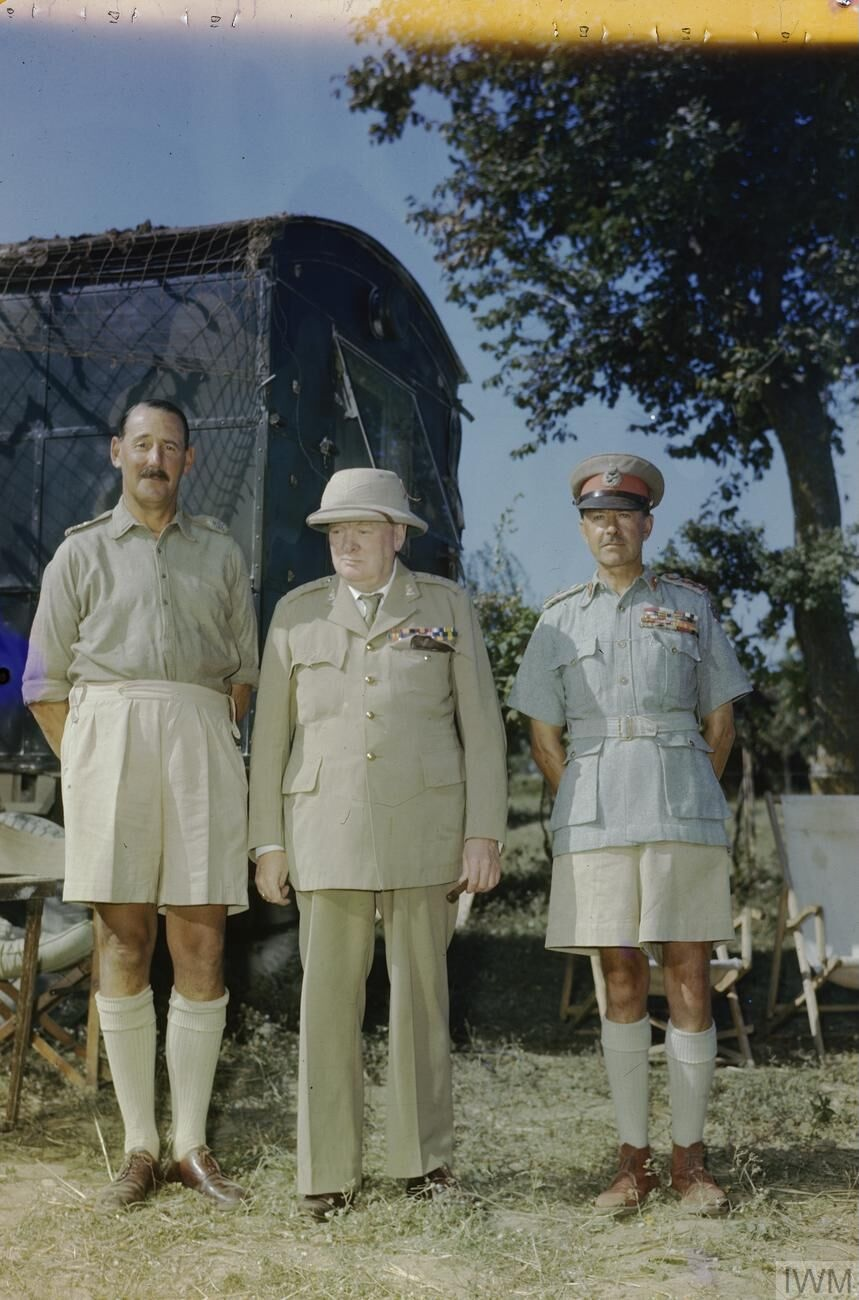
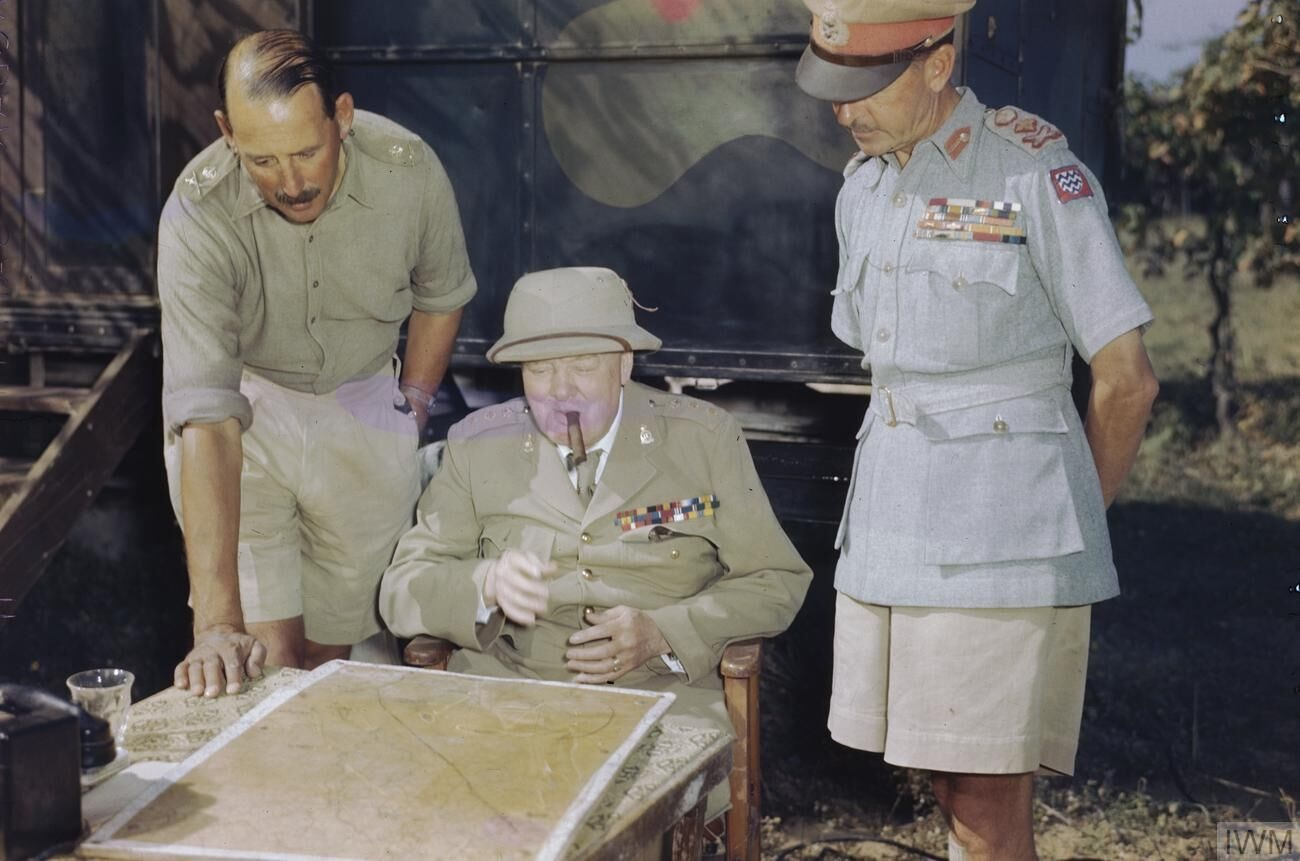
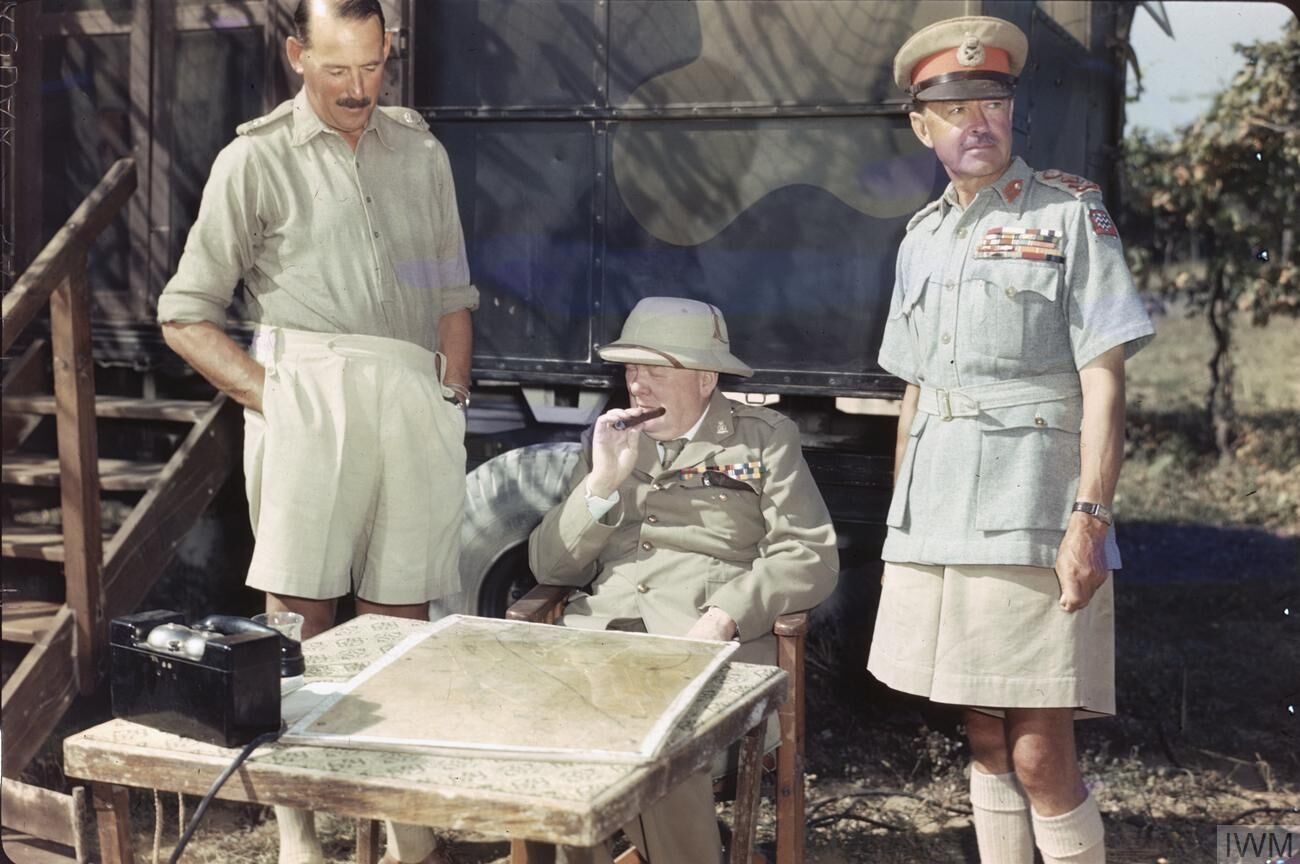